# Batalla de Onjong
La batalla de Onjong (del coreano: 온정리 전투), conocida como la batalla de Wenjing (en chino simplificado, 温井战斗; pinyin, Wēn Jǐng Zhàn Dòu), fue uno de los primeros enfrentamientos entre las fuerzas chinas y las de las Naciones Unidas durante la guerra de Corea. Tuvo lugar en los alrededores de Onjong, actualmente Corea del Norte entre el 25 y el 29 de octubre de 1950. Como el principal objetivo de la Campaña de la Primera Fase China, el 40.º Cuerpo Chino condujo una serie de emboscadas en contra del II Cuerpo de la República de Corea, destruyendo así el flanco derecho del Octavo Ejército de los Estados Unidos al mismo tiempo que detuvo los avances de la ONU al norte en dirección del río Yalu.

## Antecedentes
La guerra de Corea comenzó en junio de 1950 con la invasión del Ejército Popular de Corea (EPC) del norte a la República de Corea en el sur. La invasión casi logra conquistar toda la República de Corea hasta que las Naciones Unidas (ONU) intervinieron, enviando fuerzas terrestres al país bajo el mando de los Estados Unidos. Las fuerzas de las Naciones Unidas comenzaron sufriendo reveses, hasta la batalla del Perímetro de Pusan, en donde las fuerzas de las Naciones Unidas revirtieron el ímpetu de Corea del Norte. Para octubre de 1950, el EPC había sido destruido por las fuerzas de las Naciones Unidas luego del desembarco en Incheon. Pese a las enérgicas quejas de la República Popular de China en la frontera norte de Corea del Norte, el Octavo Ejército de los Estados Unidos cruzaron el paralelo 38 y avanzaron hacia la frontera chino-coreana en el río Yalu. Como parte de la Ofensiva del Día de Acción de Gracias para poner fin a la guerra, el II Cuerpo de la República de Corea (RC), el cual estaba compuesto por las 6.ª, 7.ª y 8.ª divisiones de infantería, recibió órdenes de atacar al norte en dirección del río Yalu a través de la aldea de Onjong el 23 de octubre de 1950.
En respuesta a los avances de las Naciones Unidas el presidente chino, Mao Zedong, ordenó a la Fuerza de la Frontera Noreste del Ejército de Liberación Popular a que entre a Corea del Norte y se enfrente a las fuerzas de las Naciones Unidas bajo el nombre de Ejército Popular Voluntario (EPV). Para poder estabilizar el frente coreano que rápidamente estaba colapsando y hacer retroceder a las fuerzas de las Naciones Unidas, Mao autorizó la Campaña de Primera Fase, una operación de construcción de cabezas de puente con el fin de destruir el II Cuerpo de la RC, la vanguardia y el flanco derecho del Octavo Ejército de los Estados Unidos, que avanzaban a lo largo de las Montañas Taebaek en el medio de la península. Una vez que el liderazgo chino finalmente decidió intervenir militarmente el 18 de octubre, Mao ordenó al EPV que ingrese a Corea el 19 de octubre en total secreto.

## Preludio

### Lugares y terreno
Onjong es una aldea que se encuentra en un cruce de camino en la parte baja del valle del río Ch'ongch'on, a 10 kilómetros al noreste de Unsan. Al este de Onjong está el pueblo de Huich'on, el área en la que estaba desplegado el II Cuerpo de la RC para la Ofensiva del Día de Acción de Gracias. Al norte, Onjong está conectada al pueblo de Kojang, el cual está a unos 50 km del río Yalu. Debido al escarpado terreno de la frontera sino-coreana, Onjong es uno de los pocos puntos de acceso a la región del río Yalu. El terreno también limita el movimiento de tropas al mismo tiempo que proveen condiciones ideales para emboscadas.

### Fuerzas y estrategia
El 24 de ocbture, la 6.ª División de Infantería del II Cuerpo de la RC avanzó hacia el oeste desde Huich'on, y Onjong fue capturada ese mismo día. Desde Onjong, el 7º Regimiento de Infantería de l RC volcó su atención al norte y avanzó hacia Kojang, mientras que el 2º Regimiento de Infantería de la 6.ª División de Infantería de la ROC planeaba avanzar hacia el noroeste desde Onjong hacia Pukchin. Debido a que el Comando de las Naciones Unidas no esperaba oposición alguna por parte del destruido EPC, los avances no fueron coordinados entre las unidades de la ONU. Fue por eso que el 7º Regimiento de Infantería de la RC logró entrar a territorio chino prácticamente sin oposición, sin tener conocimiento alguno de las nuevas amenazas que lo rodeaban.
Mientras los coreanos avanzaban hacia el río Yalu, los chinos también estaban tratando de desplegar sus unidades para la próxima Campaña de la Primera Fase. Mientras que el comandante del EPV, Peng Dehuai, hacía los preparativos para establecer su nuevo puesto de mando en Taeyudong, el avance que el 2º Regimiento de la RC tenía planeado amenazaba con rebasar de su posición. Sin unidades del EPC en las cercanías para ocultar la presencia de los chinos, Peng se vio obligado a iniciar la campaña antes de tiempo cuando movió el 40 Cuerpo del EPV para interceptar el 2º Regimiento de Infantería de la RC cerca de Onjong. En la noche del 24 de octubre, la 118.ª División del 40 Cuerpo llegó a su posición de bloqueo designada. Mientras tanto, los chinos habían tomado varias posiciones de emboscada en los riscos sobre el camino entre Onjong y Pukchin.

## La Batalla

### Primeros contactos
En la mañana del 25 de octubre y con su 3.er Batallón en posición, el 2º Regimiento de Infantería de la RC comenzó a avanzar hacia el noroeste en dirección a Pukchin. Los coreanos poco después se encontraron bajo fuego a 8 km al oeste de Onjong. El 3.er Batallón se bajó de sus vehículos para dispersar lo que ellos pensaban era una pequeña fuerza de soldados del EPC, pero los dos regimientos chinos en terreno alto inmediatamente comenzaron a descargar fuego pesado sobre los flancos izquierdo, derecho y delanteros de los coreanos. El 3.er Batallón fue destruido de inmediato, abandonando la mayoría de sus vehículos y artillería en el camino. Unos 400 sobrevivientes lograron escapar y se replegaron a Onjong.
Cuando el 2º Regimiento de Infantería de la RC supo que el 3º Batallón estaba siendo fuertemente atacado, su 2º Batallón avanzó para apoyar al 3º Batallón mientras que el 1º Batallón fue enviado de vuelta a Onjong. Aunque el 2º Batallón tuvo que regresar debido a la fuerte resistencia que encontraron, los surcoreanos lograron capturar a varios soldados chinos que revelaron que había casi 10.000 soldados chinos esperándolos en el camino más adelante. Al mismo tiempo, el Alto Mando del EPV ordenó a la 120.ª División del 40.º Cuerpo del EPV a que se una a la batalla mientras que el resto del 40.º Cuerpo estaba ocupado bloqueando los caminos alrededor de Onjong. Una vez todos los bloqueos estaban puestos a la medianoche, la 118.ª División del EPV y un regimiento de la 120.ª División del EPV atacaron Onjong el 26 de octubre a las 3:30, y el 2º Regimiento de Infantería de la RC fue dispersado en 30 minutos. Aunque el coronel Ham Byung Sun, comandante del 2º Regimiento de la RC, logró reunir a sus tropas 5 kilómetros al este de Onjong, de todas maneras los chinos lograron penetrar la nueva posición en cuestión de una hora. Para ese entonces ninguna compañía del regimiento quedaba intacta, y el 2º Regimiento de Infantería de la RC dejó de ser una unidad organizada. Aproximadamente 2.700 hombres de los 3.100 en el regimiento lograron escapara al río Ch'ongch'on. El asesor del Grupo de Asesoramiento del Ejército Coreano (en inglés, Korean Military Advisory Group, o KMAG), el teniente Glen C. Jones, estuvo entre los capturados y eventualmente murió en un campo de prisioneros norcoreano. El Capitán Paul V. S. Liles del KMAG también fue capturado por los chinos.

### Segunda emboscada
La pérdida del elemento sorpresa que debía estar presente durante el comienzo de la Campaña de Primera Fase decepcionó mucho a Mao. No obstante, Mao siguió instando a Peng a que destruya a los surcoreanos utilizando unidades de la RC capturadas como carnada. Al mismo tiempo, el Mayor General Yu Jai Hung, comandante del II Cuerpo de la RC, envió al 19 Regimiento de Infantería de la 6.ª División de Infantería de la RC y el 10 Regimiento de Infantería de la 8.ª División de Infantería a recapturar Onjong y recuperar los equipos que había sido perdido en la batalla. El 7º Regimiento de Infantería de la RC también fue ordenado a replegarse al sur junto con la 6.ª División de Infantería. Esperando atraer al resto del II Cuerpo de la RC a campo abierto, Peng ordenó a la 118.ª División del EPV a moverse al norte y atrapar al 7º Regimiento de Infantería de la RC que se encontraba en retirada, mientras que las Divisiones 119.ª y 120.ª del 40.º Cuerpo emboscarían a cualquier grupo que pase por Onjong. El 27 de octubre, la 118.ª División del EPV aisló al 7º Regimiento de Infantería de la RC al cortar el camino entre Kojang y Onjong, pero el 7º Regimiento de Infantería de la RC no llegó al bloqueo debido a una falta de combustible. Luego de darse cuenta de que el II Cuerpo de la RC no había caído en la trampa, Peng ordenó a las Divisiones 119.ª y 120.ª a destruir los Regimientos de Infantería 10º y 19º de la RC. En la noche del 28 de octubre, la emboscada por parte de las dos divisiones chinas rápidamente decimó a los regimientos surcoreanos al este de Onjong, y los bloqueos chinos en las zonas de la retaguardia obligaron a los soldados surcoreanos a abandonar todos los vehículos y artillería para poder escapar.
Para ese momento el 7º Regimiento de Infantería era la única formación que había sobrevivido de la 6.ª División de Infantería, pero también fue emboscada por la 118.ª División de la EPV el 29 de octubre a 20 kilómetros al sur de Kojang. La 118.ª División del EPV había recibido órdenes de esperar a refuerzos del 50.º Cuerpo, pero la 118.ª División atacó por su cuenta en la noche del 29 para evitar que los coreanos se escapen. Luego de una batalla de dos horas, El 7º Regimiento de Infantería de la RC se vio obligada a dispersarse y sus sobrevivientes se perdieron entre las colinas. Unos 875 oficiales y 3.552 soldados lograron escapar, mientras que el Mayor Harry Fleming del KMAG fue herido en 15 diferentes lugares y luego fue capturado por las fuerzas chinos.

## Consecuencias
Con la pérdida de la 6.ª División de Infantería y el 10º Regimiento de Infantería de la 8.ª División de Infantería, el II Cuerpo de la RC quedó destruido por completo, y dejó de ser una fuerza de combate efectiva. Esto significó que el flanco derecho del Octavo Ejército de los Estados Unidos estaba completamente abierto a las fuerzas chinas, las cuales ahora se encontraban avanzando hacia el sur para arrollar a las fuerzas de las Naciones Unidas. Explotando esta situación, los chinos lanzaron un nuevo ataque sobre el ahora expuesto centro del Octavo Ejército, resultando en la pérdida del 15º Regimiento de Infantería de la RC y el 8º Regimiento de Caballería de los Estados Unidos en la batalla de Unsan. Con las fuerzas chinas cayendo en grandes números sobre la retaguardia de las fuerzas de las Naciones Unidas, el Octavo Ejército se vio obligado a retirarse al río Ch'ongch'on. Solo la férrea defensa de Kunu-ri por parte del 5º Equipo de Combate Regimental de los Estados Unidos y la 7.ª División de Infantería de la RC el 4 de noviembre lograron detener el avance del ejército chino y prevenir una desastrosa derrota para el Octavo Ejército. Para el 5 de noviembre, las dificultades logísticas obligaron a los chinos a poner fin a la Campaña de Primera Fase.
Aunque los chinos no pudieron explotar el haber roto las líneas enemigas, la debilidad del II Cuerpo del RC y el flanco derecho del Octavo Ejército quedó expuesta a los comandantes chinos. Durante la planeación de la Campaña de Segunda Fase, Peng enfocaría nuevamente su atención hacia el II Cuerpo de la RC y el flanco derecho del Octavo Ejército, lo que resultó en una desastrosa derrota para las fuerzas aliadas en la batalla del río Ch'ongch'on. Para conmemorar esta batalla como la entrada oficial de China en la guerra de Corea, el 25 de octubre es actualmente el Día de los Caídos de la Guerra para Resistir a América y Ayudar a Corea en China.